# 埃斯特万·阿尔塞县
埃斯特萬·阿爾塞县（西班牙語：Provincia de Esteban Arze），是玻利維亞的县份，位於該國中部，屬於科恰班巴省的一部分，县府設於塔拉塔，面積1,245平方公里，2001年人口31,997，人口密度每平方公里25.7人。